# Larry Stabbins
Larry Stabbins (* 9. September 1949 in Bristol) ist ein britischer Tenor- und Sopransaxophonist des Modern Jazz.

## Leben und Wirken
Stabbins, der mit elf Jahren mit dem Saxophon begann, spielte bereits seit der Mitte der 1960er in Bristol mit Keith Tippett; daneben war er Mitglied von Soulbands. Um 1970 kam er nach London, wurde Mitglied von Tippetts großformatiger Centipede teil und kurzzeitig auch von Chris McGregors Brotherhood of Breath. Er nahm an den Ealing Workshops von John Stevens teil und spielte mit dem Spontaneous Music Ensemble sowie in weiteren Formationen, die im Little Theatre Club auftraten, wie denen von Terry Day, Marcio Mattos, Ken Hyder, Maggie Nicols und besonders Roy Ashbury, mit dem er ein Duo bildete und 1976 die Platte Fire Without Bricks vorlegte. Dann trat er mit Peter Cusack und Tony Wrens Mama Lapato, aber auch mit Tippetts Ark auf. 
1979 wurde er Mitglied des Quintetts von Tony Oxley, mit dem er über lange Jahre spielte (zu hören auf Angular Apron), und des London Jazz Composers Orchestra, spielte aber auch im Quartett von Eddie Prévost. 1983 war er Gründungsmitglied der auch im Popbereich erfolgreichen Band Working Week, die bis 1991 bestand und für die er mit Simon Booth die meisten Stücke schrieb. Daneben bildete er ein Trio mit Louis Moholo und Keith Tippett Tern und gehörte zu Peter Brötzmanns Alarm Orchestra und der nachfolgenden März Combo. Weiterhin spielte er in Trevor Watts’ Moire Music und in Moholos Spirits Rejoice und war in der DDR mit einem Quintett von Heinz Becker unterwegs, zu dem auch Ulrich Gumpert, Radu Malfatti und Peter Kowald gehörten.
Nach dem Ende von Working Week beschäftigte er sich bei QRZ? mit der Fusion von Jazz und Rap und absolvierte ein Philosophie-Studium am King’s College London. Dann gründete er ein Trio mit Pat Thomas und Mark Sanders und ein Duo mit Louis Moholo, spielte in verschiedenen Gruppen mit Howard Riley (Four in the Afternoon, 2002), dem Dedication Orchestra, Keith Tippetts Tapestry und mit Annie Whiteheads Soupsongs.  2003 legte er mit „Monadic“ ein Solo-Album vor, das von der Kritik sehr gut aufgenommen wurde.